# Пикингилл, Джордж
Джордж Пи́кингилл (англ. George Pickingill; ок. 1816, Хокли, Эссекс — 10 апреля 1909, Каньюдон, Эссекс, Великобритания) — английский крестьянин из деревни Каньюдон графства Эссекс. Получил широкую известность в качестве народного искусника, а также мастера народного колдовства, считалось, что он использовал магические средства, чтобы создавать и продавать лекарства от различных болезней и находить потерянное имущество, хотя также существовали слухи о его угрозах наложить проклятия на людей.
Пикингилл родился в крестьянской семье и вырос в деревне Хокли, где был крещён в англиканской церкви. В 1856 году, будучи работником фермы, он женился на Саре Энн Бейтман из Грейвзенда. Вскоре супруги вернулись в Эссекс и поселились в Каньюдон, где родились их четверо детей. Жена Пикингилла умерла в 1887 году, и в более позднем возрасте он привлекал небольшое внимание прессы, утверждая, что является одним из старейших людей Англии. Эти заявления также появились в его некрологах, хотя впоследствии было доказано, что они не соответствуют действительности.
Пикингилл был представлен широкой публике в начале 1960-х благодаря научным работам фольклориста Эрика Мэйпла. В рамках своего исследования верований, касающихся народной магии и колдовства в Эссексе XIX века, Мэйпл взял интервью у нескольких жителей Каньюдона и собрал их истории о Пикингилле и его репутации народного искусника. Согласно их рассказам, Пикингилл привлекал паломников со всего Эссекса, ищущих его магической помощи, за которую он не взимал плату. Они приписывали ему способность управлять животными, приказывать бесам выполнять его команды и обладать властью над шестью или девятью злобными ведьмами. Также утверждалось, что он вынуждал местных жителей оказывать ему помощь и вымогал у них пиво, угрожая наложить проклятие на них или их вещи. Хотя высказывались предположения, что в угоду Мэйплу местные жители выдумывали рассказы, многие из которых были основаны на более старых легендах об ещё одном народном искуснике из Эссекса по имени Джеймс Мюррелл, последующее исследование историка Рональда Хаттона подтвердило некоторые аспекты оригинальных публикаций фольклориста.
В 1970-х годах оккультист Билл Лидделл начал публиковать материалы о том, что тайные потомственные ведовские семейства сообщили ему, что Пикингилл был не просто деревенским искусником, но и важной фигурой в эзотерическом сообществе XIX века. Согласно статьям Лидделла, которые не получили какой-либо научной поддержки, Пикингилл был членом потомственного культа ведьм, руководил ковеном Каньюдона и сформировал девять других шабашей по всей Южной Англии. Лидделл утверждал, что Пикингилл реформировал устоявшийся английский культ ведьм, введя новые концепции из французского и датского колдовства, а также из античных источников, тем самым создав структуру, из которой возникла гарднерианская викка в 1950-х. Именитые виккане Дорин Валиенте и Лоис Борн подвергли критике его утверждения, также отвергнутые такими историками и религиоведами, как Мэйпл, Хаттон, Оуэн Дэвис и Эйдан Келли, как ложные.

## Биография

### Жизнь и семья
Джордж Пикингилл родился в семье Чарльза Пикингилла, рабочего и кузнеца, и Сюзанны Каднер, также известной как Ханна Кадмор; пара поженилась 17 сентября 1813 года. Хотя точные данные о дате его рождения не сохранились, согласно приходским записям, Пикингилл был крещён 26 мая 1816 года в местной англиканской церкви деревни Хокли. Однозначной версии о годе рождения Пикингилла не существует, поскольку он делал различные утверждения относительно своего возраста от переписи к переписи; так, во время переписи 1851 года он утверждал, что ему 26 лет, и тогда годом его рождения должен считаться 1825-й, тем не менее, в период переписи 1861 года он заявил, что ему 46 лет, тогда датой его рождения должен быть 1815-й. В свою очередь, во время переписи 1901 года Пикингилл задокументировал, что ему было 95 лет, соответственно годом его рождения является 1806-й; высказывались предположения, что он преднамеренно завышал свой возраст, чтобы облегчить процесс сбора приходской помощи от церкви. На протяжении всей своей жизни Пикингилл также использовал различные варианты написания своей фамилии в официальных документах, включая Пикенгилл, Пикингейл, Пикенгейл, Петтингейл, Питенгейл и Питтенгейл (англ. Pickengill, Pickingale, Pickengal, Pettingale, Pitengale, and Pittengale).
По данным переписи Пикингилл жил со своими родителями в период с 1816-го по 1830-е годы, хотя не уточнялось, где именно он проживал во время переписи 1841 года. Согласно данным на 1851 год он был зарегистрирован в качестве сельского рабочего, проживающего в доме фермера Дэвида Клеменса в Литтл-Уэйкеринге. 18 мая 1856 года он женился на Саре Энн Бейтман в церкви Святого Георгия, англиканском храме расположенном в Грейвзенде, графство Кент. В церковной книге и Пикингилл, и Бейтмен описывали себя как жителей Грейвзенда, также Пикингилл отмечал, что он является чернорабочим; профессия Бейтмен в записи отсутствовала. Жена Пикингилла родилась около 1831 года в Тиллингеме в семье Джозефа Бейтмана и его жены Мэри Энн Аггус; на протяжении всей супружеской жизни она идентифицировалась как «Мэри Энн Пикингилл», а в свидетельстве о смерти фигурировала как «Сара Энн Питтенгейл».
22 июня 1858 года в Хоквелле у супругов родилась дочь по имени Марта Энн. К 1861 году они переехали в Иствуд, где были зарегистрированы во время переписи. В ней Пикингилл указал себя в качестве сельского наёмного работника (англ. farm labourer). В том же году у пары появился сын Карл Фредерик. В следующем году жена Пикингилла была поймана на краже двух пеков картофеля и впоследствии оштрафована на десять шиллингов. В 1863 году у супругов родилась вторая дочь, которую назвали Мэри Энн.
В период между следующими четырьмя годами семья Пикингиллов переехала в Каньюдон, где в 1876 году у них появился ещё один сын, Джордж. Затем супруги и их четверо детей были зарегистрированы в переписи 1871 года, где Пикингилл снова числился сельскохозяйственным рабочим. В переписи 1881 года супруги указазали, что проживают с двумя детьми, Мэри Энн и Джорджем, и Пикингилл снова фигурировал в качестве сельскохозяйственного рабочего. 17 августа 1887 года бродяга по имени Джеймс Тейлор украл у Пикингилла куртку и пару кожаных перчаток. Воришка был арестован и предстал перед рочфордским судом 24 августа; в октябре он признал себя виновным в краже куртки, хотя отрицал хищение других предметов. Его приговорили к шести месяцам лишения свободы на каторге.
«[Пикингилл] по-прежнему сам готовит для себя еду и время от времени возится в саду. „Да, мне сто пять“, — говорит Джордж, — „и я буду чувствовать себя хорошо ещё лет двадцать. Я родился в Хокли и всю жизнь прожил в этих краях, работая на фермах. А на отдых отправился лишь в девяносто“. Старик никогда не видел железнодорожного поезда. Представитель прессы, к большему удовольствию „старины“, прокатил его на автомобиле. „Я хотел бы поехать на нём в Лондон“, — заявил он после вояжа, — „Я никогда не бывал в Лондоне“. Когда его спросили совета, как дожить до 105 лет, он рассмеялся и сказал: „Просто продолжай жить — вот и все“. Джордж всё ещё любит курить свою трубку, набитую табаком, и пропустить кружечку эля».
Жена Пикингилла умерла 13 сентября 1887 года в возрасте 63 лет; дипломированный врач указал в качестве причины её смерти заболевание печени. Она была похоронена в церкви святого Николая Чудотворца на Каньюдон-стрит 17 сентября. По данным переписи населения 1891 года, Пикингилл по-прежнему трудился и жил в том же городке вместе со своей замужней дочерью Мэри Энн и внучкой Эмили Вуд. По сохранившемся данным, он арендовал коттедж с прилегающим к нему садом, однако в июле 1899 года владелец дома продал его на аукционе. К 1901 году он числился получающим пособие в местном церковном приходе, и с ним проживали двое его сыновей.
К этому времени Пикингилл начал всё больше завышать свой возраст, в конце концов заявив, что ему 105 лет. Это привлекло внимание жителей других городов, в том числе Лондона, и в сентябре 1908 года к нему приехал журналист Эрик Мэйпл. Репортёр прибыл в Каньюдон на машине и Пикингилл, впервые в своей жизни увидевший автомобиль, проявил к нему недюжинный интерес, даже попросив владельца позволить ему прокатиться на нём. На основе этой поездки журналист написал статью о предполагаемом долгожителе, в которой утверждалось, что его зовут «Фредерик Пикингейл»; возможно, Пикингилл назвал вымышленное имя, чтобы никто не смог найти в приходских записях его настоящий возраст. Мэйпл описал Пикингилла как «высокого, неопрятного человека, одинокого и необщительного. У него были очень длинные ногти, а деньги он держал в мешковатом кошельке». Также журналист отметил, что он работал на ферме и был вдовцом с двумя сыновьями.

### Магическая деятельность
Первая задокументированная рукопись, характеризующая Пикингилла как народного искусника, появилась спустя пятьдесят лет после его смерти. Автором печатного труда был фольклорист Эрик Мэйпл, который на регулярной основе занимался изучением традиций XIX века, касающихся колдовства и магии на юго-востоке Эссекса, и исследовал каньюдонский материал зимой 1959—1960 годов. Он начал своё расследование со встречи с несколькими пожилыми местными жителями в доме школьной учительницы, от которых узнал множество историй, касающихся магических практик в деревне. Его первые результаты были опубликованы в 1960 году в научном журнале Folklore, курировавшимся национальной ассоциацией Великобритании по изучению фольклора. Вслед за этой статьёй эксклюзивно для журнала Essex Countryside Magazine (№ 58, ноябрь 1961 года) Мэйпл опубликовал короткое эссе. Впоследствии он выпустил книгу об истории ве́довства «The Dark World of Witches» (1962), в которой повторил многие утверждения, касающиеся Пикингилла. В этой работе он ошибочно описал юго-восток Эссекса как последний бастион английских верований в колдовство и проигнорировал научные условности при передаче информации, что вызвало критический приём со стороны фольклористов; тем не менее, книга произвела фурор и хорошо продавалась.
Мэйпл отмечал необычную деталь: учитывая его роль народного искусника, Пикингилл не взимал плату за свои услуги, но получал небольшие пожертвования от своих посетителей. Отмечая, что среди его задокументированной помощи фигурировали восстановление утраченного имущества и лечение незначительных недугов — и то и другое было обычной практикой среди британских народных искусников. Согласно одному из рассказов очевидцев, он вылечил женщину от ревматизма, передав болезнь её отцу. Мэйпл писал, что во время своих практик, Пикингилл иногда использовал проклятия и чёрную магию, противопоставив это в своих отчётах действиям других народных искусников того времени, которых он изучал, таких как Джеймс Мюррелл. Согласно рукописи Мэйпла, однажды во время сбора урожая Пикингилл бродил по полю, угрожая заколдовать сельскохозяйственную технику, и многие фермеры предлагали ему пиво, чтобы он оставил их в покое. Также было задокументировано, что он заставлял местных жителей набирать для него воду из деревенской колонки, угрожая натравить на них белых мышей — грызунов, которых в местном фольклоре ассоциировали с несчастьем. Другая история, которую записал Мэйпл, также связывала Пикингилла с белыми мышами; согласно этому рассказу, однажды один из крестьян отправился в хижину народного искусника за помощью, однако обнаружил его лежащим в постели с мышами, сосущими его соски.
Также Пикингилл был известен ещё одной предполагаемой способностью — управлять животными, а именно лошадьми. Считалось, что, когда он бил палкой по живой изгороди, дикие животные выбегали наружу и затем их можно было легко поймать, убить и освежевать. Помимо этого, ходили слухи, что он мог делать некоторые вещи быстрее, чем обычные люди — мог выполнить часовую работу всего за несколько минут, при этом обыватели полагали, что он заставлял своих персональных бесов, его ду́хов-фамильяров, делать всю работу за него. Мэйпл также отмечал, что люди, посещавшие его коттедж, сообщали, что видели как предметы интерьера и мебель танцуют по желанию хозяина; фольклорист полагал, что эта история берёт своё начало из голландской фольклорной традиции, которая, возможно, была завезена в Эссекс, после того как многие голландские мигранты поселились там в XVII веке.
По словам Мэйпла, Пикингилл был достаточно известен во всём Эссексе как опытный народный искусник, и люди приезжали к нему из-за пределов Каньюдона в поисках магической помощи, иногда «издалека», в том числе жители молдонской деревни Денги, которые, однажды, искали его совета в споре о заработной плате. Между тем, как отмечал фольклорист, к концу XIX века Каньюдон приобрёл репутацию места связанного с колдовством и чёрной магией. В этот период возничие его часто называли «Деревней ведьм» и старались избегать, опасаясь, что их повозки могут быть заколдованы. Возможно, это было связано с относительной изолированностью деревни от соседних поселений, поскольку она была окружена болотом, и замкнутым характером её общины. Мэйпл писал — в те времена ходили слухи, что в Каньюдоне проживали шесть или девять пожилых женщин, являющимися злыми ведьмами и использовавших свою магию, чтобы вредить другим людям. Считалось, что, хотя они и не были знакомы друг с другом, все они были преданы одному определённому колдуну — хозяину, и в местном сообществе ходили слухи, что этой фигурой был Пикингилл. Утверждалось, что, будучи «Хозяином ведьм» (англ. Master of Witches), Пикингилл мог лишь только свистнуть, чтобы они появились у дверей его дома и раскрыли свои личности, или что он, в качестве альтернативы, мог «заставить их» танцевать для него на местном кладбище.
Впоследствии в Каньюдон отправились другие фольклористы, чтобы встретиться с опрошенными Мэйплом людьми и подтвердить их рассказы. В апреле 1967 года деревню посетил Рональд Хаттон, встретившись там с пожилой местной жительницей Лилиан Гарнер, которая была одной из собеседниц Мэйпла. Он также пообщался с человеком, не опрошенным Мэйплом, стариком по имени Джек Тейлор, находившемся в доме престарелых. Тейлор утверждал, что в молодости он знал Пикингилла и что последний обладал способностью шептать лошадям — с помощью магии заставлять их выполнять его приказы. В целом, Хаттон пришёл к выводу, что рассказы местных жителей о Пикингилле, с которыми разговаривал фольклорист, полностью соответствовали ранее опубликованным трудам Мэйпла. В 1977 году в деревню отправился гарднерианский виккан Майкл Говард, который тоже встретился с Гарнер (на тот момент ей было уже 87 лет). Во время беседы женщина вспомнила, как Пикингилла сфотографировали с первым автомобилем, прибывшим в Каньюдон, а также подарила Говарду оригинальную копию фотографии народного искусника, которая хранилась в её доме. Затем она рассказала ему новую информацию — которую не сообщала Мэйплу или Хаттону — якобы её мать говорила, что Пикингилл возглавлял местный шабаш, и что он принимал «много посетителей» из «далёкого далё́ка», которых интересовали его магические знания.
«Когда мы с сестрой были детьми, мы ходили на Рочфордскую ярмарку, чтобы покататься на пони и американских горках; однако в тот день лошадь стояла как вкопанная, что бы мы с ней ни делали. Вдруг мы увидели Джорджа Пикингилла, уставившегося на нас своими ужасными глазами. Он подошёл и сказал нам опустить поводья и ни в коем случае не мешать пони. Затем он несколько минут шептал ей что-то на ухо, после чего отступил назад и хлестнул её; она двинулась с места и пошла в сторону Рочфорда без нашей помощи и какой-либо необходимости касаться поводей».
Ещё одна поездка в деревню была задокументирована Чарльзом Лефевром, американским автором романа «Witness to Witchcraft» (1970) ставшего сенсацией своего времени. Используя свои расплывчатые источники, писатель утверждал, что Пикингилл имел нестареющее тело, был выходцем из цыган, являлся последним выжившим потомком старинной династии ведьм, проводил чёрные мессы и оргии на местном кладбище и его посещали «чёрные маги» со всей Европы. По словам Лефевра, Пикингилл всё таки умер, после того как столкнулся с крестным знамением. Впоследствии Хаттон назвал весь этот материал «фантазиями», целью которых было подтвердить позицию Лефевра о том, что колдовство должно быть признано уголовно-наказуемым преступлением.

Однако впоследствии появились мнения, что Пикингилл не был народным искусником и вообще не причастен к народной магии. Так, историк из Каньюдона, Сильвия Вебстер, высказала Говарду предположение, что рассказы о магических практиках Пикингилла были выдуманы местными жителями с целью произвести впечатление на Мэйпла. В подтверждение своей точки зрения она подчеркнула, что какие-либо доказательства о принадлежности Пикингилла к ведовству до публикаций Мэйпла отсутствовали. Разделявший это мнение фольклорист Ричард Уорд утверждал, что некроло́ги того времени и интервью, проведённые с Пикингиллом, не задокументировали каких-либо доказательств его магических способностей, хотя это было бы логично. Уорд предположил, что многие из рассказов о магической деятельности Пикингилла были адаптированы из историй настоящего эссекского народного искусника, Джеймса Мюррелла. Хаттон критически отреагировал на утверждения Уорда, сделав упор на своих собственных исследованиях местного фольклора и своём интервью с Тейлором, выразив мнение — «нет никаких сомнений» в том, что Пикингилл был народным искусником, хотя «все ещё остаются вопросы о том, какого рода». В то же время Хаттон также допустил возможность того, что некоторые из легенд, связанных с Мюрреллом, стали ассоциироваться с Пикингиллом, тем не менее подчеркнув, что это, по-видимому, «не может быть убедительным доказательством». В своём ответе Хаттону Уорд признал, что Пикингилл мог быть связан с «каким-то кажущимся сверхъестественным контролем или знанием лошадей», как утверждал Тейлор, но это не делало его автоматически народным искусником.

### Смерть
Согласно материалу Мэйпла, в последние несколько недель жизни Пикингилла, когда он сильно болел, местные жители против его воли перевезли его в лазарет, где он заявил, что на его похоронах будет ещё одно доказательство его магических способностей. Многие местные жители взяли его слова на веру; после того как катафалк, транспортировавший его гроб, подъехал к кладбищу, лошади вышли из своих упряжек. Тело Пикингилла было похоронено на церковном кладбище, а его заброшенный дом постепенно пришёл в негодность и обветшал, после чего обрушился.
Согласно свидетельству о смерти, «Джордж Петтингейл» (англ. George Pettingale) умер 10 апреля 1909 года в возрасте 103 лет, в качестве причины смерти фигурировали «старческий упадок» и «сердечная недостаточность». Он был похоронен в церкви святого Николая Чудотворца в Каньюдоне 14 апреля; хотя в качестве его возраста было указано 103 года, викарий добавил примечание, в котором утверждалось, что эти данные ошибочны, поскольку на самом деле Пикингилл «родился в Хокли в 1816 году [и на момент смерти] ему было только 93 года».
Смерть Пикингилла привлекла внимание британской национальной прессы. Так, в газетах Essex Newsman и The Times отмечалось, что он «считался самым старым человеком в Англии»; в этих публикациях ему приписывали 106 лет. Эту историю также подхватила новозеландская газета The Star, в материале которой Пикингилл был назван «самым старым человеком в Англии».
По словам Мэйпла, Пикингилл оставил «наследие мифов, которое на удивление чуждо общей тенденции ведьминских традиций. Во всех историях, рассказанных о Пикингилле, есть тонкий скрытый оттенок ужаса, причину которого тяжёло назвать наверняка. Возможно, он проистекает из факта, что многие из тех, кто рассказывает эти истории, действительно знали этого человека и испытывали оцепеняющий страх, когда он проходил мимо по деревенским улицам».

## Информация Билла Лидделла
В 1974 году некий Билл Лидделл начал присылать статьи в языческий информационный бюллетень The Wiccan, одним из редакторов которого был гарднерианский виккан Джон Скор, в которых излагалась альтернативная версия жизни Пикингилла и его связях с британским оккультным движением. Сначала он назвал себя «доброжелателем», а позже стал использовать псевдоним Луг (англ. Lugh), в честь ирландского мифологического персонажа. В 1977 году Луг перестал присылать статьи в The Wiccan и вместо этого начал публиковаться в конкурирующем британском журнале The Cauldron под редакцией Майкла Говарда; по его словам он решил сменить печатную площадку, потому что в The Wiccan доминировали гарднерианские взгляды. Позже Луг раскрыл, что его зовут Э.У. «Билл» Лидделл, назвав себя англичанином, родившимся в Эссексе. Он добавил, что примерно в 1960 году переехал в Окленд, Новая Зеландия, а затем в Австралию, откуда и начал присылать свои статьи. В письме 1984 года он отмечал, что Лидделл не является его родной фамилией — он взял её уже в сознательном возрасте. Утверждая, что Пикингилл был двоюродным братом его прапрадеда по отцовской линии, оккультист писал, что в 1950 году его посвятили в наследственную форму ведовства его семьи, а впоследствии — как в гарднерианскую, так и в александрийскую викканские традиции. Его пассия, Сильвия Татам, активно участвовала в развитии александрийской традиции в начале 1960-х годов, будучи одной из тех, кто присутствовал во время обряда посвящения её основателя, Алекса Сандерса, в гарднерианскую. В 1982 году Wiccan Publications собрали и опубликовали эти материалы в виде двух буклетов: «Old George Pickingill and the Roots of Modern Witchcraft» и «Medieval Witchcraft and the Freemasons». В 1994 году статьи были переизданы отдельным томом, «Pickingill Papers», под редакцией Лидделла и Говарда.
«Материалы Луга были специально написаны таким образом, чтобы выглядеть конфронтационно. Несколько уцелевших ведовских семей, несколько одиночек и мои собственные Собратья сначала были удивлены – а затем встревожены – верованиями в колдовство, выдвинутыми Джеральдом Гарднером и Алексом Сандерсом. Принципы викки имели мало общего с обрядами и практиками традиционного колдовства в Англии. Мои Собратья решили взять быка за рога и найти общественную платформу, чтобы объяснить, что существует ряд разрозненных ведовских традиций».
Утверждения Лидделла относительно жизни Пикингилла были противоречивы. Оккультист объяснял это, отмечая, что информация, содержащаяся в его статьях, была передана ему тремя независимыми друг от друга источниками, каждый из которых решил использовать его в качестве рупора для своих собственных утверждений. Первый являлся членом наследственной традиции языческого колдовства, а второй — практикующим похожую, но самостоятельную традицию, на которую, как утверждал Лидделл, в XIX веке оказал большо́е влияние Пикингилл. Третьим источником, который использовал оккультист, был его собственный опыт, полученный в результате рождения в семье колдунов и последующего посвящения как в вышеупомянутые ведовские традиции, так и в отдельную «ложу искусничества». Он утверждал, что бо́льшая часть информации, которую он публиковал, исходила от «Старейшин» или более старших членов, причастных к первым двум из этих традиций, и что как таковой он не мог ручаться за её точность, в конце концов вообще заявив, что он сомневался в правдивости многих из их утверждений.
Отметив, что сами эти старейшины имели кардинально отличающиеся взгляды о гарднерианской викке, Лидделл также заявил, что они перестали предоставлять ему новую информацию в начале 1980-х. По словам писателя, эти старейшины выбрали его для распространения информации, потому что он был вовлечён как в наследственное колдовство, так и в гарднерианскую викку, а также потому, что проживал в Новой Зеландии, что затрудняло отслеживание их личностей. Несмотря на утверждения Лидделла, что материал, который он выдвигал, был получен из независимых друг от друга источников, историк Рональд Хаттон отмечал, что все они были представлены «единым, догматичным, авторским почерком», без указания на то, откуда взялись различные фрагменты информации. Хаттон также утверждал, что переменчивые данные Лидделла полностью согласуются с тем, что это был один человек — он придумывал истории и менял их по ходу дела.

### Материалы Лидделла
Согласно первоначальным материалам Лидделла 1974 года, с XI века члены семьи Пикингиллов являлись священниками дохристианской языческой религии, посвящённой поклонению Рогатому Богу. В этом его утверждения укладывались в исторические рамки дискредитированной гипотезы ведовского культа, пропагандируемой в работах Маргарет Мюррей. Позже он добавил, что «средневековый культ ведьм» находился под влиянием «догматов» друидов железного века, в частности их знаний лей-линий, которые были отмечены каменными кругами, воздвигнутыми в неолите и бронзовом веке. Столкнувшись с этими идеями, в 1998 году Лидделл лично сообщил Хаттону, что культ ведьм произошёл не от древней дохристианской религии, а вместо этого был основан во Франции XV века в результате союза христианских еретиков, лож искусников и культа Люцифера, основанного исламскими маврами с целью подорвать христианство.
Лидделл утверждал, что семья Пикингилла имела обширные связи с кочующими цыганскими таборами, и что Джордж провёл бо́льшую часть первых лет жизни с цыганами. По словам оккультиста, из-за этого в будущем он столкнулся с преследованием, в результате чего «вознамерился запугать» жителей Каньюдона в отместку. В материалах Лиделла отмечалось, что Пикингилл обучался цыганской магии и, таким образом, с годами стал «самым известным цыганским како в Англии». Также, согласно статьям оккультиста, Пикингилл презирал христианство и хотел его исчезновения. С этой целью он сотрудничал с сатанистами и включал сатанинские элементы в свои ритуальные практики, что приводило в ужас других членов восточноанглийского культа ведьм. Таким образом, по словам Лидделла, Пикингилл был «самым опасным и поноси́мым „сатанистом“ Англии». Однако, в одной из других своих статей он подчеркнул, что Пикингилл не был сатанистом, а скорее считался таковым другими ведьмами, потому что он практиковал сексуальную магию.
«В своё время [Джордж Пикингилл] был более известен, чем [Алистер] Кроули. Старый Джордж был признан величайшим в мире авторитетом в области колдовства, сатанизма и чёрной магии. С ним консультировались оккультисты всех мастей и традиций, приехавшие со всех концов Европы, Англии и даже из Америки».
По словам Лидделла, Пикингилл пробыл некоторое время во Франции, где был посвящён в местный аналог культа ведьм. Согласно этому заявлению, по возвращении в Каньюдон, Пикингилл был приглашён возглавить местный ковен, который действовал с середины XV века — «Семь ведьм Каньюдона», — и что он продолжал руководить им, пока не распустил за несколько лет до своей смерти. Лидделл добавил, что Пикингилл ввёл множество нововведений в английский культ ведьм, применив концепции, заимствованные из датских и французских ведовских культов, а именно идею о том, что ковеном должна руководить женщина. Оккультист утверждал, что после этого Пикингилл основал девять шабашей по всей Англии — в Эссексе, Норфолке, Хартфордшире, Сассексе и Гэмпшире; он также подчёркивал, что два из них, базирующиеся в Хартфордшире и Норфолке, просуществовали по крайней мере до 1970-х годов. По словам Лидделла, Пикингилл пропагандировал колдовство в реформированной форме, ориентированной на женщин, потому что приближающаяся Эра Водолея будет более восприимчивой к этой форме духовности.
По словам Лидделла, Пикингилл много путешествовал и примкнул к множеству тайных лож искусников, получая доступ к их гримуарам и библиотекам. Согласно отчётам оккультиста, с 1850-х годов Джордж начал сотрудничать с группой масонов, считавших себя розенкрейцерами и желавших доказать, что масонство и розенкрейцерство были «братьями и сёстрами» культа ведьм. Двое из этих масонов, Харгрейв Дженнингс и У. Дж. Хьюэн, стали учениками Пикингилла, который помог им в разработке Манифеста розенкрейцеров, который был использован при формировании Общества Розенкрейцеров в 1865 году. По словам Лидделла, связь Пикингилла с масонами также привела к основанию герметического ордена «Золотой Зари» в 1888 году. Помимо этого оккультист утверждал, что Пикингилл находился под влиянием ковена, который был основан в начале XIX века группой учёных Кембриджского университета во главе с Фрэнсисом Барреттом и чьи ритуалы были основаны, по большей части, на классических источниках.
Согласно материалам Лидделла, видный британский оккультист Алистер Кроули в молодости был посвящён в один из девяти ковенов Пикингилла. Лидделл отмечал, что Кроули был представлен членам шабаша примерно в 1899 или 1900 году его магическим наставником Алланом Беннеттом. По словам оккультиста, впоследствии Кроули был изгнан из ковена за некие проступки. В качестве доказательства своих утверждений он заявил, что его дед трижды присутствовал при встрече Беннета и Кроули с Пикингиллом, и что он видел фотографию, на которой эти трое были изображены вместе. Когда в 1977 году его попросили представить это фотографию на всеобщее обозрение, Лидделл заявил, что она «отсутствует»; в 1983 году, когда другой человек вновь поднял вопрос об этом фотодоказательстве, оккультист лишь начал сетовать, что оно было украдено некими «заинтересованными сторонами».
«В разработанных [Джорджем Пикингиллом] обрядах фигурировали: ритуальная нагота, поклонение природе, концепция единства Богини, женское доминирование, пятикратный поцелуй — без слов „Благословен будь“ — Низведение Луны, Забота Богини, Легенда о Богине, посвящение противоположным полом, трехградальная структура инициации, использование магических шнуров и т. д. Трудно не распознать основные черты того, что сейчас является гарднеровской виккой».
Кроме того, Лидделл утверждал, что одним из ковенов Пикингилла был т. н. «Нью-Форест», викканская группа, в которую в 1939 году был посвящён Джеральд Гарднер — основатель гарднерианской викки. Тем не менее, впоследствии Лидделл говорил, что он не уверен в правдивости этой информации. Оккультист также утверждал, что позднее Гарднер присоединился к другому шабашу Пикингилла, базирующемуся в Хартфордшире, где его посвятили во «Второй обряд наследственного ремесла». Лидделл подчёркивал, что эта группа не была как-либо связана с собственным ковеном Гарднера — Брикет Вуд. Кроме того, он утверждал, что Гарднер получил «Третий обряд» от восточноанглийского ковена, и эта трёхступенчатая система посвящения повлияла на таковую в гарднерианской викке. В результате он заявил, что структура и ритуалы гарднерианской викки были основаны на тех, которые были разработаны Пикингиллом, и что «ни один беспристрастный наблюдатель не мог не заметить, что они составляют ядро ритуалов [современной] викки». Лидделл считал, что хотя многие потомственные ведьмы презирали его, Гарднер представлял «духовного наследника Пикингилла», так как он точно так же реформировал и распространял колдовство для современных целей.

### Реакция викканского сообщества
Материалы Лидделла вызвали неоднозначную реакцию британского викканского сообщества. Джон Скор отстаивал их правдивость в частных письмах публицистам The Wiccan, заявляя, что они доказывали, что традиция Гарднера имеет исторические корни, предшествующие самому Гарднеру. Его преемница на посту редактора издания, Леонора Джеймс, была заинтригована заявлениями Лидделла и исследовала оригинальные записи, относящиеся к жизни Пикингилла; однако к 1980-м годам она пришла к выводу, что утверждения оккультиста были ложными. В своей книге 1978 года «Witchcraft for Tomorrow» викканка Дорин Валиенте, которая была верховной жрицей Гарднера в ковене Брикет Вуд в 1950-х годах, заявила, что у неё есть «восточно-английский источник» из Эссекса, который утверждал, что многие материалы Лидделла верны. В частности, информатор поддержал утверждения оккультиста о том, что Кроули был посвящён в одном из ковенов Пикингилла. Однако, к моменту выхода её книги «The Rebirth of Witchcraft» (1989 года) Валиенте начала более скептически относиться к заявлениям Лидделла, отмечая, что какие-либо подтверждающие доказательства «к сожалению, всё ещё отсутствуют».
Другая верховная жрица Гарднера, Лоис Борн, утверждала, что она уверена «настолько это вообще возможно», что Гарднер не имеет ничего общего с ведьмами из Каньюдона и что если они вообще существовали, то, должно быть, принадлежали к традиции отличающийся от гарднерианской викки. В частной беседе основатель александрийской викки и посвящённый в гарднерианскую Алекс Сандерс также отверг утверждения Лидделла. В своей биографии «Valiente» 2013 года Джонатан Тэпселл утверждал, что материалы Лидделла «в целом расценивались как мистификация», являясь «в лучшем случае выдуманной историей, а в худшем — злонамеренным розыгрышем». По словам Рональда Хаттона, единственным «постоянным защитником» утверждений Лидделла был Майкл Говард, однако историк подчёркивал, что и он защищал подобные идеи «выборочно и взвешенно». Ученый-язычник Итан Дойл Уайт отмечал, что в своём исследовании движения традиционного колдовства «Children of Cain» Говард «остаётся осторожным и воздерживается от прямого принятия [стороны Лидделла]». В свою очередь, сам Говард утверждал, что он «относится непредвзято» к заявлениям оккультиста, отмечая, что, хотя не было представлено никаких доказательств для их обоснования, он также не считает, что были представлены «какие-либо серьёзные доводы» для их опровержения.
Заявления Лидделла поддержал Сесил Уильямсон, основатель Музея ведовства, который утверждал, что узнал о Пикингилле благодаря знакомству с Кроули и Гарднером. Однако Уильямсон являлся ненадёжным источником и неоднократно попадался на подтасовывание информации о прошедших событиях. Другой фигурант этих обсуждений, известный как Полковник Лоуренс, также поддержал версию Лидделла, утверждая, что его прабабушка училась магии у Пикингилла и, таким образом, была представлена Кроули; однако, как и в случае с Уильямсоном, информация Лоуренса ненадёжна, особенно после того как он сделал необоснованное заявление, что его прабабушка также изучала колдовство под руководством американского фольклориста Чарльза Леланда. Утверждения Лидделла также поддержал викканец Ральф Харви, который после публикации материалов оккультиста публично заявил, что в 1950-х или 1960-х годах он был посвящён в один из девяти ковенов Пикингилла, расположенном в Сторрингтоне. После публикации материалов Лидделла как в Соединённых Штатах, так и в Австралии появилось несколько шабашей, утверждающих, что они практикуют традицию, восходящую к Пикингиллу. Сам Лидделл критически относился к таким сообществам, выражая сожаление по поводу того, что опубликованный им материал привёл к их формированию.

### Реакция научного сообщества
Со стороны учёных, специализирующихся на магии и колдовстве в британской истории, материалы Лидделла были встречены в гораздо более критической манере. В 1975 году Эрик Мэйпл отверг утверждения Луга как абсурдные. Он считал, что подобные истории были сфабрикованы кем-то, кто взял за основу написанную им книгу «The Dark World of Witches». Мэйпл сообщил историку Джеймсу У. Бейкеру, что, по его мнению, за утверждениями Луга могли стоять люди, связанные с Валиенте, хотя Бейкер и не согласился с этим утверждением, отмечая, что оккультистка была «одним из самых честных комментаторов по теме» современного колдовства, и что вряд ли она была замешана в таком двуличии. Сам Бейкер охарактеризовал материалы Лидделла как «экстравагантную мистификацию», а его утверждения как «нелепую квазиисторическую путаницу».
Историк Рональд Хаттон также внимательно изучил материалы Лидделла, отметив, что он «долго и подробно» переписывался с оккультистом, в процессе проникшись к нему симпатией, и подчеркнув, что тот "отвечал на его порою резкую критику с неизменным терпением, скромностью и доброжелательностью. Тем не менее, историк подчеркнул, что за всё это время не было выявлено каких-либо независимых свидетелей, подтверждающих существование предполагаемых информаторов Лидделла, а также не появилось каких-либо подтверждающих документов, доказывающих какое-либо из его многочисленных утверждений. Хаттон счёл это особенно необычным, поскольку, если бы материалы Лидделла были правдивыми, можно было бы ожидать существования множества документальных свидетельств. Сосредоточившись на заявлении оккультиста о том, что Кроули прошёл обряд посвящения в одном из ковенов Пикингилла в 1890-х годах, Хаттон отметил, что ни в опубликованных трудах Кроули, ни в его личных дневниках нет упоминания о Пикингилле или шабаше ведьм. Эти же факты отсутствуют и в дневниках Беннета, который был магическим наставником Кроули в 1890-х годах.
Позицию Хаттона разделял историк Оуэн Дэвис; в трудах посвящённых исследованию английского народного искусничества он охарактеризовал рассказы Лидделла как «притягательные, но совершенно необоснованные». В свою очередь утверждая, что Пикингилл был «незамысловатым сельским искусником, чей маленький мирок деревенских дел никогда не пересекался с миром оккультистов среднего класса. [Пикингилл] был похоронен по христианским обычаям, и мысль о том, что он мог являться языческим священником, вероятно, заставила бы его перевернуться в могиле». Соглашаясь с оценкой Мэйпла, что Пикингилл был «одним из последних практикующих народных искусников в стране», Дэвис отметил, что — в отличие от Мюррелла, Джеймса Такетта, Джона Райтсона и Уильяма Брюэра — он не был «видным региональным деятелем» эзотерического сообщества.
Американский язычниковед Эйдан Келли также отверг правдоподобность материалов Лидделла. Учёный подчёркивал, что в то время как Лидделл утверждал, что гарднерианская викка переняла концепцию женщины-лидера шабаша из французских и скандинавских ковенов ведьм, исторические свидетельства чётко указывают на то, что Гарднер разработал концепцию ковена, возглавляемого верховной жрицей в конце 1950-х годов, таким образом опровергая утверждения Лидделла. Он отметил, что заявление Лидделла о том, что Кроули является подлинным автором «Книги теней» Джеральда Гарднера, «не может соответствовать действительности», так как Кроули умер до того, как она была написана. Келли полагал, что либо Лидделл, либо его старейшины намеренно создавали «фальшивую историю», чтобы скрыть тот факт, что Гарднер полностью изобрёл викку в начале 1950-х годов. Точно так же, в статье о Пикингилле, опубликованной в журнале The Cauldron в 2014 году, Ричард Уорд утверждал, что материалы Лидделла не выдерживают никакой критики и что они были созданы в попытке продвинуть утверждения о существовании «догарднерианской традиции» ведовства. Лидделл определённо отрицал любые обвинения в том, что он намеренно фальсифицировал информацию в своих статьях, чтобы создать впечатление, что гарднерианская викка имеет более древнюю родословную, чем оно есть на самом деле.